# 밀리언셀러 클럽
《밀리언셀러 클럽》은 황금가지에서 출판하는 시리즈로 국내 외의 대표적인 추리, 스릴러, 호러 소설을 소개하고 있다. 2009년 현재 110여 편의 작품이 출간되었으며, 한국편에는 한국 공포 문학 단편선도 포함이 되어있다.